# Lunéville
Lunéville är en kommun i departementet Meurthe-et-Moselle i regionen Grand Est (tidigare regionen Lorraine) i nordöstra Frankrike. Kommunen är chef-lieu för två kantoner som tillhör arrondissementet Lunéville. År 2022 hade Lunéville 17 920 invånare.

## Historia
En berömd fajansfabrik grundades i Lunéville år 1730, och är fortfarande verksam.

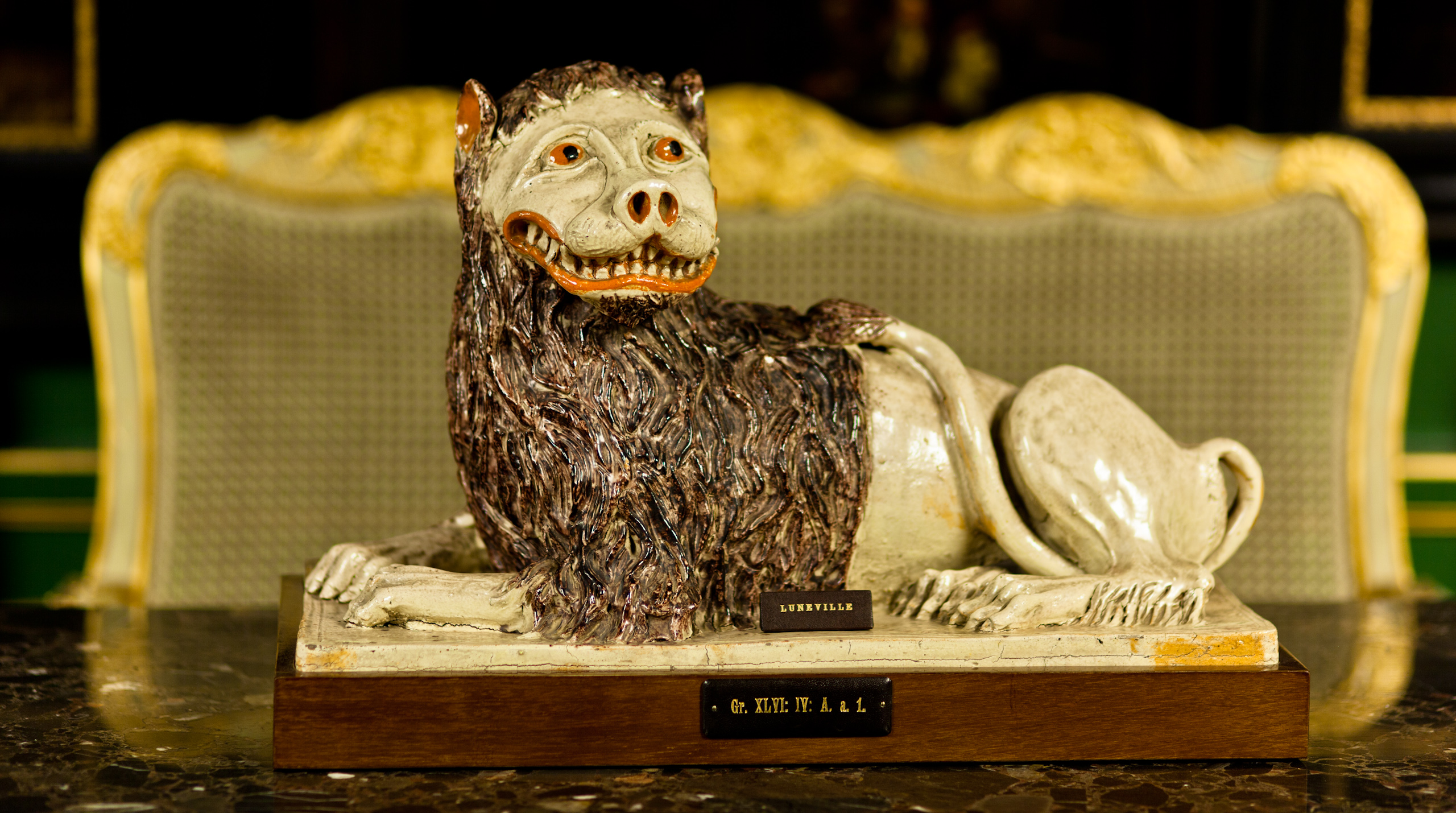
Lunéville fajans- Fô hundskulptur i Hallwylska museet.

Freden i Lunéville mellan Frankrike och Österrike undertecknades 9 februari 1801 av Joseph Bonaparte (bror till Napoleon I) och greve Ludwig von Cobenzl.

## Befolkningsutveckling
Antalet invånare i kommunen Lunéville
| Referens: INSEE |